# Section d'assaut sur le Sittang
Pour les articles homonymes, voir La Dernière Patrouille.
Pour plus de détails, voir Fiche technique et Distribution.
Section d'assaut sur le Sittang (Yesterday's Enemy) est un film britannique de Val Guest, sorti en 1959.

## Synopsis
En 1942, alors qu’ils ont la retraite coupée par l’avance des Japonais, le capitaine Langford et ses troupes britanniques exténuées parviennent à prendre dans la jungle birmane un village tenu par l’ennemi.

## Fiche technique
- Titre français : Section d'assaut sur le Sittang ou La Patrouille de la dernière chance ou La Dernière Patrouille[1]
- Titre original : Yesterday's Enemy
- Réalisation : Val Guest
- Scénario : Peter R. Newman
- Production : Michael Carreras, pour Hammer Film Productions
- Photographie : Arthur Grant
- Montage : Alfred Cox et James Needs
- Décors : Bernard Robinson et Don Mingaye
- Costumes : Molly Arbuthnot
- Pays d'origine :  Royaume-Uni
- Langues : anglais
- Format : Noir et Blanc - 2,35:1 - Mono
- Genre : Drame, Guerre
- Durée : 95 minutes
- Dates de sortie :
  - Japon : 11 juillet 1959
  - Royaume-Uni : 14 septembre 1959 (Londres)
  - France : 16 octobre 1959

## Distribution
- Stanley Baker : le capitaine Langford
- Guy Rolfe : Padre
- Leo McKern : Max
- Gordon Jackson : le sergent MacKenzie
- David Oxley : le docteur
- Richard Pasco : le second lieutenant Hastings
- Russell Waters : le brigadier
- Philip Ahn : Yamazuki
- Bryan Forbes : Dawson
- Wolfe Morris : l'informateur
- Edwina Carroll : Suni
- David Lodge : Perkins
- Percy Herbert : Wilson
- Barry Lowe : Turner
- Alan Keith : Bendish
- Burt Kwouk : un soldat japonais
- Barry Foster : rôle non-spécifié

## Récompenses
Nominations
- BAFTA 1960 : 
  - Stanley Baker et Gordon Jackson nommés pour le BAFTA du meilleur acteur britannique
  - Film nommé pour le BAFTA du meilleur film britannique et pour le BAFTA du meilleur film